# Municipio de Jackson (condado de Allen, Indiana)
El municipio de Jackson (en inglés: Jackson Township) es un municipio ubicado en el condado de Allen en el estado estadounidense de Indiana. En el año 2010 tenía una población de 504 habitantes y una densidad poblacional de 7,63 personas por km².

## Geografía
El municipio de Jackson se encuentra ubicado en las coordenadas 41°3′10″N 84°50′37″O / 41.05278, -84.84361. Según la Oficina del Censo de los Estados Unidos, el municipio tiene una superficie total de 66.03 km², de la cual 66,03 km² corresponden a tierra firme y (0 %) 0 km² es agua.

## Demografía
Según el censo de 2010, había 504 personas residiendo en el municipio de Jackson. La densidad de población era de 7,63 hab./km². De los 504 habitantes, el municipio de Jackson estaba compuesto por el 99,21 % blancos, el 0,2 % eran afroamericanos y el 0,6 % eran de una mezcla de razas. Del total de la población el 1,59 % eran hispanos o latinos de cualquier raza.